# Ingolf Ericsson
Ingolf Ericsson (* 5. Mai 1951 in Almundsryd, Schweden) ist ein schwedischer Professor für Archäologie des Mittelalters und der Neuzeit, zuletzt an der Universität Bamberg.
Ericsson war von 1975 bis 1985 wissenschaftlicher Angestellter an der Universität Kiel, wo er im Sonderforschungsbereich 17 unter Hermann Hinz arbeitete. In dieser Zeit führte er 1975 und 1976 die archäologischen Ausgrabungen am Großen und Kleinen Schlichtenberg durch, die im Zentrum seiner im April 1984 veröffentlichten Dissertationsschrift standen. Von 1985 an war er zwei Jahre am Landesdenkmalamt Baden-Württemberg. Anschließend wurde er Associate Professor am Institut for middelalderarkeolgi der Universität Aarhus in Moesgaard (Dänemark), bevor er 1995 die Nachfolge von Walter Sage am Lehrstuhl für Archäologie des Mittelalters und der Neuzeit in Bamberg antrat, den er bis zu seiner Pensionierung 2017 innehatte.

## Publikationen (Auswahl)
- AusGrabungen. Schicht für Schicht ins Mittelalter. Bamberg 1998
- Futterkamp. Untersuchungen mittelalterlicher befestigter Siedlungen im Kreis Plön, Holstein. 2 Bde., Neumünster 1981–1983, ISBN 3-529-01147-9 und ISBN 3-529-01154-1.
- Vom slawischen Burgwall zum deutschen Gut: Studie zur mittelalterlichen Siedlungsgenese im Raum Futterkamp, Holstein. Lund 1984, ISBN 91-7222-719-2.
- Hrsg. mit Markus Sanke: Aktuelle Forschungen zum ehemaligen Reichs- und Königskloster Lorsch. (= Arbeiten der Hessischen Historischen Kommission, N.F. Bd. 24). Darmstadt 2004, ISBN 3-88443-046-7.
- Hrsg. mit Rainer Atzbach: Depotfunde aus Gebäuden in Zentraleuropa. Concealed Finds from Buildings in Central Europe. (= Bamberger Kolloquien zur Archäologie des Mittelalters und der Neuzeit. Bd. 1 / Archäologische Quellen zum Mittelalter. Bd. 2). Berlin 2005, ISBN 3-931278-17-4.